# 唐纳德·高夫
唐纳德·高夫（英語：Donald Gauf，1927年1月1日—2014年10月11日），加拿大男子冰球运动员，场上位置是后卫。他曾代表加拿大参加1952年冬季奥林匹克运动会冰球比赛，获得一枚金牌。